# Ralph Kronig

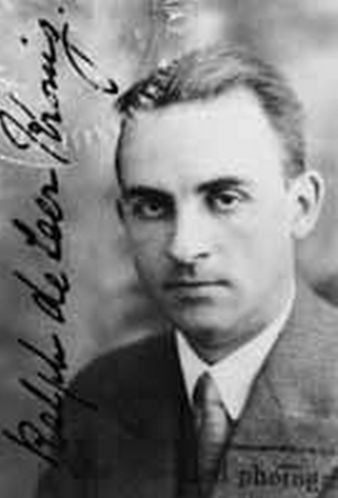
Ralph (de Laer) Kronig

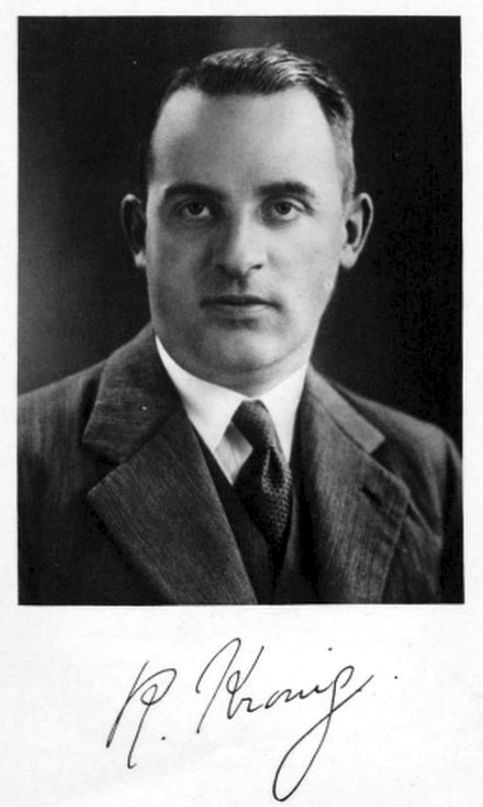
Prof. Dr. R. de Laer Kronig, 1940

Ralph Kronig (Dresden, 10 maart 1904 – Zeist, 16 november 1995) was een Duitse natuurkundige en van 1939 tot 1969 hoogleraar aan de Technische Universiteit Delft. Hij is vooral bekend van de ontdekking van elektronspin en voor zijn theorie van röntgenabsorptiespectroscopie.

## Biografie
Ralph Kronig (later Ralph de Laer Kronig) werd geboren in Dresden. Zijn vader was Harold Theodor Kronig, die in Bohemen een textielfabriek bezat. Zijn moeder was Augusta de Laer, die uit een eerder huwelijk twee kinderen had. Ralph genoot zijn basis- en voortgezet onderwijs in Dresden. Aan het eind van de Eerste Wereldoorlog moest het gezin noodgedwongen uitwijken naar de Verenigde Staten. In New York ging Ralph aan de Columbia-universiteit studeren, waar hij in 1925 onder Albert Potter Wills promoveerde op het proefschrift Change of Conductance of Selenium due to Electronic Bombardment. Aansluitend was hij er werkzaam als assistent-professor.
Gedurende zijn periode aan Columbia keerde hij regelmatig terug naar Europa om er kennis op te doen van de recente ontwikkelingen op het gebied van de kwantummechanica. Zo bracht hij ook een aantal maanden door bij Paul Ehrenfest in Leiden, die hij eerder in 1924 tijdens diens rondreis door Amerika had ontmoet. Samen met Samuel Goudsmit werkte hij mee aan een artikel over de intensiteit van de Zeemancomponenten van de spectraallijnen.
In 1927 kwam hij opnieuw naar Europa, ditmaal voorgoed. Hij was werkzaam op de belangrijkste onderzoekscentra van die tijd: Kopenhagen, Londen en Zürich (waar hij Pauli’s assistent was voor een jaar). Rond 1930 streek hij neer in Nederland; eerst in Utrecht bij Hendrik Kramers, voordat Dirk Coster hem persoonlijk naar Groningen haalde. Aanvankelijk was hij er werkzaam als privaatdocent en van 1931 tot en met 1939 als lector mechanica en kwantummechanica.
In 1939 accepteerde Kronig een aanstelling als hoogleraar theoretische fysica aan de toenmalig Afdeling der Technische Natuurkunde van de Technische Hogeschool te Delft. Deze positie zou hij tot het eind van zijn werkzame leven vervullen. Daarnaast was hij van 1959 tot 1962 rector magnificus van de TH Delft. Na zijn emeritaat in 1969 bij de TH Delft, woonde hij lange tijd in Zwitserland. Met steeds toenemende invaliditeit bracht hij de laatste jaren door in Nederland. Hij overleed op 91-jarige leeftijd in Zeist.

## Elektronenspin
Op 7 januari 1925 – Kronig was toen nog promovendus – was hij voor zijn studie in Tübingen, waar hij door Alfred Landé werd uitgenodigd om een lezing van Wolfgang Pauli bij te wonen. Ter voorbereiding hierop kreeg hij een brief van Pauli te lezen waarin deze de theorie formuleerde van zijn uitsluitingsprincipe, het principe dat geen twee elektronen in dezelfde kwantumtoestand kunnen bestaan.
Als mogelijke verklaring van dit principe lanceerde Kronig het idee dat dit (vierde) kwantumgetal toegeschreven kon worden aan een rotatie van het elektron. Toen hij dit idee voorlegde aan Pauli, reageerde deze met de woorden dat ist ja ein ganz witziger Einfall, maar geloofde er niet in, omdat hij te veel moeilijkheden voorzag. Nadat ook zowel Kramers als Niels Bohr zijn idee hadden weggehoond, besloot Kronig zijn verhaal niet te publiceren.
Groot was zijn verrassing toen een half jaar later Samuel Goudsmit en George Uhlenbeck, twee jonge promovendi van Ehrenfest in Leiden, hetzelfde denkbeeld lanceerden en het nu wel algemeen werd aanvaard. Hoewel de ontdekking van elektronspin Nobelprijswaardig was, zorgde de kwestie Pauli-Kronig ervoor dat het Nobelcomité de prijs hiervoor nooit uitreikte. Toch werden Samuel Goudsmit en George Uhlenbeck respectievelijk 48 en 47 keer voor de Nobelprijs voorgedragen. Wel werd hij in 1962 onderscheiden met de gouden Max Planck-medaille.
Naast zijn werk aan de grondbeginselen van de kwantummechanica hield Kronig zich ook bezig met de vastestoffysica. In 1931 ontwikkelde hij samen met William Penney het Kronig-Penney-model, een eendimensionaal model van elektronen in kristallen. Bovendien ontwikkelde hij een model van de fijnstructuur van röntgenabsorptiespectra (1931/32), die daarna experimenteel correct werd bevestigd. Verder was hij als samensteller betrokken bij het Nederlandstalige "Leerboek der Natuurkunde" (1952).
Zijn werk over de optische eigenschappen van metalen leidde uiteindelijk tot de Kramers-Kronig-relatie, die het verband legde tussen absorptie en brekingsindex.

## Persoonlijk
Ralph Kronig was tweemaal getrouwd. Uit zijn eerste huwelijk met E. Ovink werden twee kinderen geboren, een dochter en een zoon die jong stierf. Het huwelijk eindigde in 1939 in een scheiding. Hij hertrouwde in 1941 met de Deense Grethe Petersen; uit dit huwelijk kwamen een zoon en een dochter voort.
- Bibsys: 90170345
- Biografisch Portaal: 23883744
- CiNii: DA04461446
- Gemeinsame Normdatei: 12449045X
- International Standard Name Identifier: 0000 0001 1035 8397
- Library of Congress Control Number: n85803057
- Mathematics Genealogy Project: 114317
- Nationale Bibliotheek van Tsjechië: uk20201095241
- Nationale bibliotheek van Australië: 35765601
- Nationale Bibliotheek van Israël: 987007279312405171
- Nederlandse Thesaurus van Auteursnamen: 068036876
- Réseau des bibliothèques de Suisse occidentale: 02-A003475915
- SNAC: w6t440gf
- Système universitaire de documentation: 067270441
- Trove: 1077380
- Virtual International Authority File: 3406695
- WorldCat: E39PBJkMGXBxDHBr9Mg4v4dmh3